# Antoine Le Viste
Antoine II Le Viste est un magistrat, un ambassadeur plénipotentiaire et administrateur français, né sans doute à Paris vers 1470, mort en Bretagne le 22 septembre 1534.

## Biographie
Il est issu d'une vieille famille patricienne de Lyon, originaire de la vallée de la Bresle en Picardie (? ; une origine italienne est généralement évoquée) : Juhanet "dit lo Vito" de Vymes, fils de Guietan ou Guillaume de Vimes († en 1251) et petit-fils de Barthélémy de Vismes, était son arrière-arrière-arrière-arrière grand-père et l'un des fondateurs de la Confrérie de la Trinité de Lyon en 1306. Le fils de Juhanet, Bartholomei Lo Vito († vers 1340), était drapier et consul de cette ville. De ses quatre enfants, Jean Ier (†1383), fut le premier Le Viste docteur en lois, puis son fils Jean II Le Viste († 1428 ; père d'Antoine Ier — † av. 1457, marié en 1431 à Béatrix, dame d'Arcy, La Bussière et Saint-Sorlin (Saint-Sernin) en Brionnais : parents de Jean IV, lui-même père de Claude Le Viste, voir plus bas — et de Jean III Le Viste, † 1454), docteur en lois, fut chancelier du duc Louis II de Bourbon et conseiller du roi Charles VI. 
Antoine II était le fils d'Aubert Le Viste († 22 juillet 1493 ; fils de Jean III et neveu d'Antoine Ier Le Viste), sieur de Velly, grand rapporteur et correcteur de la Chancellerie royale en 1484, conseiller au Parlement de Paris reçu le 27 février 1492 ; sa mère était Jeanne Baillet, dame de Fresnes-lès-Rungis († 5 juillet 1510), fille de Jean II Baillet et de Colette de Fresnes (et sœur de Thibault Baillet, président à mortier au Parlement de Paris). Sa sœur Jeanne Le Viste épousa en 1492 Jean Briçonnet (successeur de son beau-père comme conseiller au Parlement de Paris et trésorier du roi Frédéric Ier de Naples, de la célèbre famille Briçonnet).
En 1493, Antoine Le Viste devient rapporteur et correcteur à la Chancellerie, successeur de son père à ce poste. En 1499, il se trouve auprès du chancelier Guy de Rochefort à Arras pour recevoir au nom du roi Louis XII l'hommage de l'archiduc Philippe le Beau. En 1500, il entre au Conseil de la ville de Paris. En 1508, il devient maître des requêtes de l'hôtel du roi. Il épouse Jacqueline Raguier de La Motte-Tilly d'Esternay († 8 mai 1520), fille d'Antoine Raguier, trésorier des guerres (et sœur de Dreux Raguier, prévôt des marchands de Paris en 1506). Après la mort de sa première femme, il se remarie (avant 1526) à Charlotte Briçonnet († 1552 ; cousine germaine de Jean Briçonnet ci-dessus).

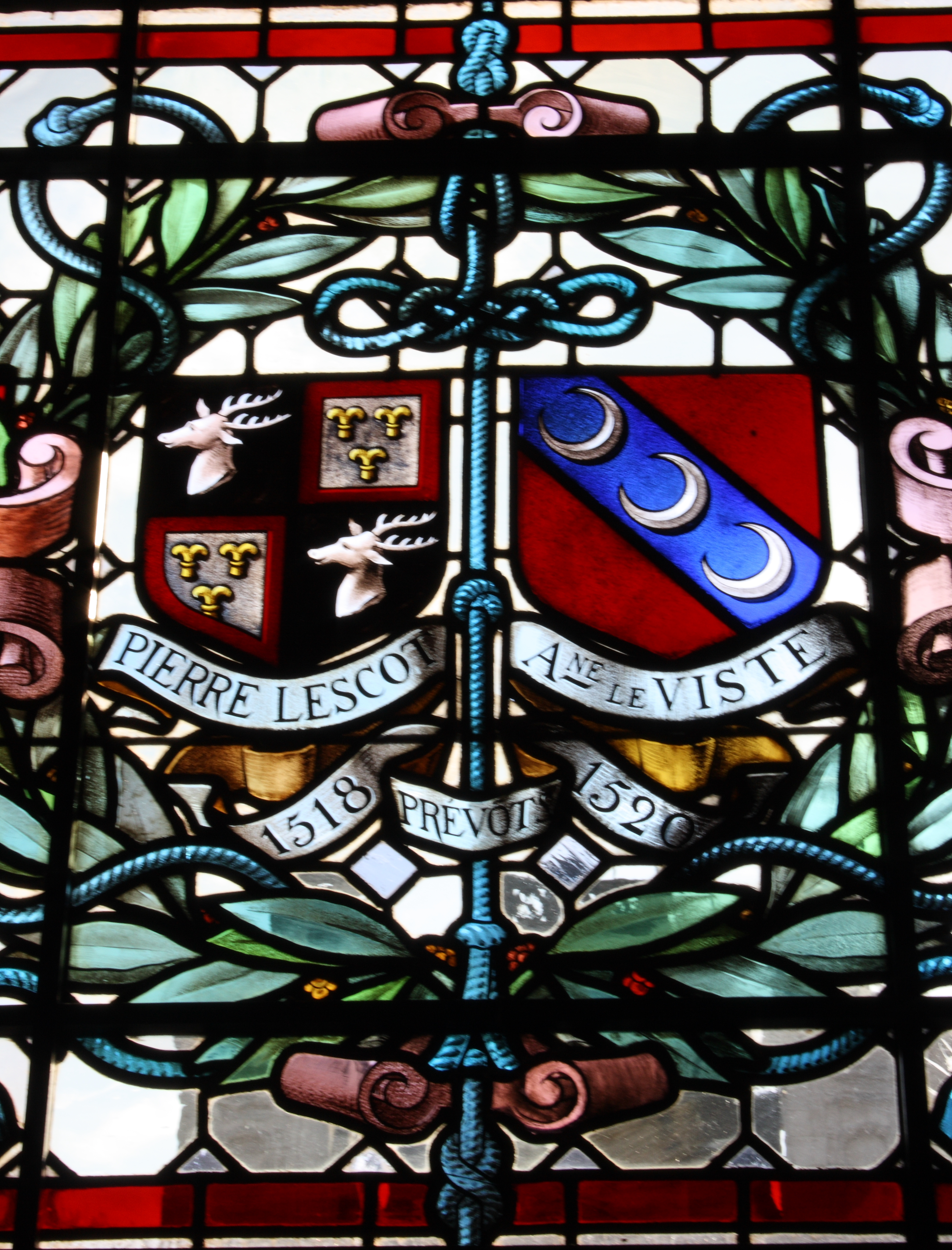
Armes d'Antoine Le Viste

En 1515, il est confirmé dans sa charge de maître des requêtes par François Ier, et nommé en plus premier président du Parlement de Bretagne (institution dépendant alors du Parlement de Paris). Il accompagne le roi en Italie à la bataille de Marignan, et d'octobre 1515 à mai 1516 fait partie (avec Pierre de La Guiche) de l'ambassade envoyée aux Suisses (qui obtient notamment la signature du traité de Genève du 7 novembre 1515). En mai 1517, sa terre de Fresnes, héritée de sa mère, est érigée en châtellenie (il s'intitule désormais « chevalier »). Le 16 août 1520, il est élu prévôt des marchands de Paris. Le 23 décembre 1523, il est reçu quatrième président à mortier au Parlement de Paris. En 1525/26, il joue un rôle important à Paris pendant la captivité du roi consécutive à la bataille de Pavie. En avril 1527, il fait partie (avec Gabriel de Gramont, évêque de Tarbes, et le vicomte de Turenne) de l'ambassade envoyée en Angleterre auprès d'Henri VIII, qui conclut le 30 avril le traité de Westminster.
Il préside en personne le Parlement de Bretagne (réuni alors au mois de septembre à Vannes) en 1517, 1530, 1532. Du 10 septembre au 10 novembre 1533, il préside les Grands Jours de Tours. En 1523, il signe la révision de la coutume de Blois, et le 18 août 1530 il est chargé par le roi d'achever la rédaction des coutumes de Montargis, Lorris, Gien et autres lieux. En 1534, il est désigné pour rédiger les coutumes du Berry (14 mars) et du Nivernais (30 août).
Le 12 septembre 1534, il se trouvait à Nantes au Conseil de Bretagne où était évoquée une affaire le concernant. Il y a lieu de croire que la mort le frappa avant qu'il ait pu se rendre à Vannes présider la session du Parlement de Bretagne de cette année-là. Selon le Journal d'un bourgeois de Paris sous le règne de François Ier : « Audict an, en octobre, monsieur Le Viste, président de Paris et de Bretaigne, mourut audict pays de Bretaigne, où il estoit allé tenir les Grandz Jours, et fut son corps apporté inhumer à Paris, en l'église des Blancs Manteaux ». D'autres sources donnent le chœur de l'église Saint-Merri comme lieu de sa sépulture.
Antoine II Le Viste serait (selon des études récentes, alors que la tradition désignait plus volontiers son grand-cousin Jean IV, † 1500, fils d'Antoine Ier Le Viste évoqué ci-dessus, et père de Claude Le Viste, † vers 1544, mariée 1° 1493 sans postérité à Geoffroy de Balsac, fils de Rauffet II et neveu de Robert de Balsac, puis 2° avec postérité à Jean de Chabannes-Vendenesse, frère aîné du maréchal Jacques II de La Palice) le commanditaire des tapisseries de La Dame à la licorne qui portent le blason des Le Viste ; en tout cas, c'est la fille d'Antoine II, Jeanne Le Viste, issue de ses 1res noces avec Jacqueline Raguier, qui transmet la fameuse tenture à son mari Jean-René Robertet.

## Sources
- Jules de La Martinière, « Le Parlement sous les rois de France, de 1491 à 1554 » (II : « Les présidents »), Annales de Bretagne, vol. 39, no 2, 1930, p. 187-222.
- Tenture de La Dame à la licorne  (Voir la parution en juillet 2018 du  roman de Jacky Lorette, Les heures bleues d’Anthoine Le Viste, commanditaire de La Dame à la licorne, aux éditions Sabres et Lys)